# Мемориальный комплекс танкистам-первогвардейцам
«Мемориальный комплекс танкистам-первогвардейцам» — памятное место, расположенное у деревни Первый воин в Мценском районе Орловской области России, в придорожной полосе 337-го км федеральной автомобильной дороги М2 «Крым» в Отрадинском сельском поселении.

## Описание
Мемориал посвящен 60-летию рождения танковой гвардии Красной Армии СССР
Называется одной из визитных карточек Орловской области.
Построен коллективом акционерного общества «Агрофирма Мценская» в 2001 году. Идейными вдохновителями создания этого памятного места являются орловский краевед, депутат Орловского областного Совета народных депутатов Егор Егорович Щекотихин, а также депутат Орловского областного Совета народных депутатов, генеральный директор АО «Агрофирма Мценская» Николай Александрович Жернов, идею воплотил в жизнь заслуженный скульптор Российской Федерации Михеев Валерий Федорович.
Указанный уголок памяти посвящен танкистам 4-й и 11-й танковых бригад, которые 6 октября 1941 года в ожесточенных боях на полях вблизи села Первый Воин героически сдержали наступление 4-й танковой дивизии 2-й танковой армии вермахта на Москву. За мужество и отвагу, проявленные в этих боях, 35 танкистов были награждены орденами и медалями, командир танка Иван Тимофеевич Любушкин и командир танкового батальона Анатолий Анатольевич Рафтопулло удостоены звания Героя Советского Союза, а командиру 4-й танковой бригады Михаилу Ефимовичу Катукову было присвоено звание генерал — майора танковых войск и подписан Указ о его награждении орденом Ленина.
Более этого, приказом Народного Комиссара Обороны тов. Сталина № 337 от 11 ноября 1941 года 4-я танковая бригада была переименована в 1-ю гвардейскую танковую бригаду, что стало отправным моментом рождения танковой гвардии Красной Армии СССР.
На центральной аллее мемориала находится Вечный огонь, бронзовые бюсты Героям Советского Союза — И. Т. Любушкину, А. А. Рафтопулло и командиру 4-й танковой бригады — полковнику М. Е. Катукову. Кроме этого, на Мемориале размещена танковая экспозиция в честь 4-й и 11-й танковых бригад; Стена памяти, гранитные плиты, посвященные 4-й танковой бригаде и воинам, погибшим в этих боях в октябре 1941 года, а также 45 мм противотанковая пушка и два 82-мм батальонный миномет БМ-37, который найдены на поле АО «Агрофирма Мценская» вблизи с. Сергиевского.
Из всех находящихся на мемориале экспонатов, особо выделяется танковая экспозиция. В её составе, на центральной аллее в капонире, размещен средний танк Т-34-76, производства Сталинградского тракторного завода. Именно на таком танке, старший сержант Иван Тимофеевич Любушкин 6 октября 1941 года в бою у высоты 231,8 (в районе с.Первый Воин) совершил свой подвиг, настоящее чудо, — подбил девять танков Гудериана. За свой беспрецедентный подвиг Иван Тимофеевич Любушкин уже 10 октября 1941 года был удостоен звания Героя Советского Союза. В истории нет примера такого быстрого награждения медалью «Золотая Звезда».
Свое почетное место на Мемориальном комплексе танкистам-первогвардейцам занял танк Т-34-76, производства Харьковского паровозостроительного завода, на которых в боях 6 октября активно сражались воины из состава 11 танковой бригады. Именно эти танки в этот день поставили точку в запланированной немцами наступательной операции.
Значение танка Т-34-76 в боях у села Первый Воин невозможно переоценить, и для понимания этого, достаточно лишь обратиться к нескольким строчкам книги «Воспоминания солдата», в которой командующий 2-й танковой армии вермахта генерал-полковник Г.Гудериан вспоминал произошедшие 6 октября события: «Южнее Мценска 4-я танковая дивизия была атакована русскими танками, и ей пришлось пережить тяжёлый момент. Впервые проявилось в резкой форме превосходство русских танков Т-34. Дивизия понесла значительные потери. Намеченное быстрое наступление на Тулу пришлось пока отложить».
После этих событий, в ноябре-декабре 1941 года, к месту сражения в районе села Первый Воин, для исследования советского танка Т-34-76, прибыла немецкая комиссия, которую возглавил Фердинанд Порше — один из ведущих немецких конструкторов того времени.
Кроме этого, в эту экспозицию, вошла настоящая крепость на гусеницах — тяжелый танк КВ-1, который был в составе обеих вышеуказанных бригад. Об активном участии КВ-1 в сражениях от Орла до Мценска свидетельствуют многочисленные фотографии, воспоминания танкистов, а также исторические материалы.
Ещё одним представленным экспонатом, является легкий танк БТ-7. Именно этими танками был укомплектован 2-й танковый батальон, под командованием А. А. Рафтопулло, который особо отличился 9 октября 1941 года у деревни Ильково, Мценского района. Батальон А. А. Рафтопулло нанёс противнику большой урон в живой силе и технике. Действуя из засад, танкисты наносили огневые удары по вражеским колоннам и быстро отходили на новые рубежи. Было подбито 43 вражеских танка. По воспоминаниям М. Е. Катукова, в этом бою А. А. Рафтопулло был тяжело ранен, но продолжил командовать батальоном до того момента пока не потерял сознание.
Завершает экспозицию, легкий танк Т-26, который входил в состав 11-й танковой бригады и был основным танком общевойсковых соединений и танковых частей, предназначенных для поддержки пехоты.
На территории Мемориального комплекса находится братская могила, где захоронены останки 72 солдат, большинство из которых погибло в первой декаде октября 1941 года

## Галерея

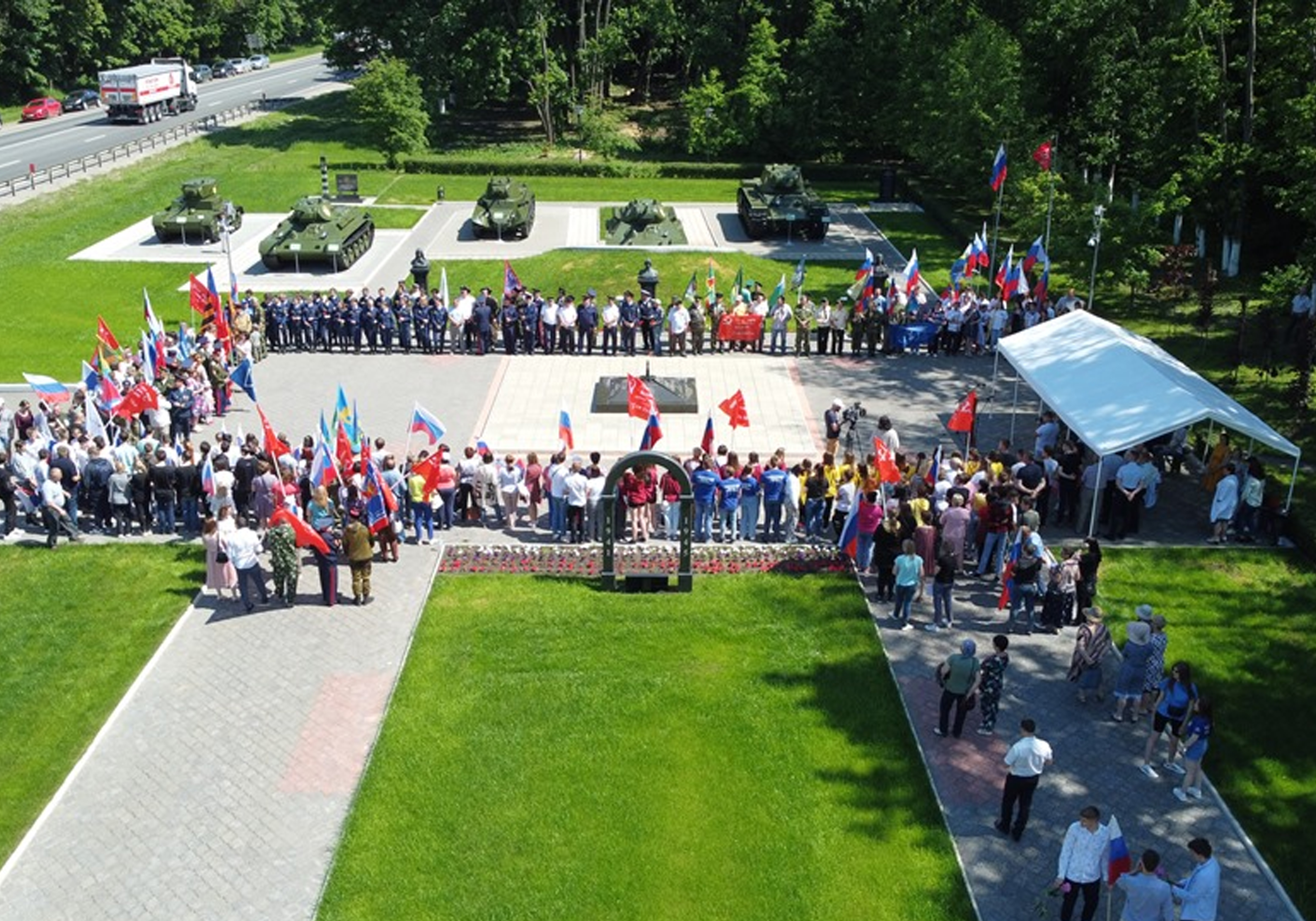
Мемориальный комплекс открытие в 2021г.
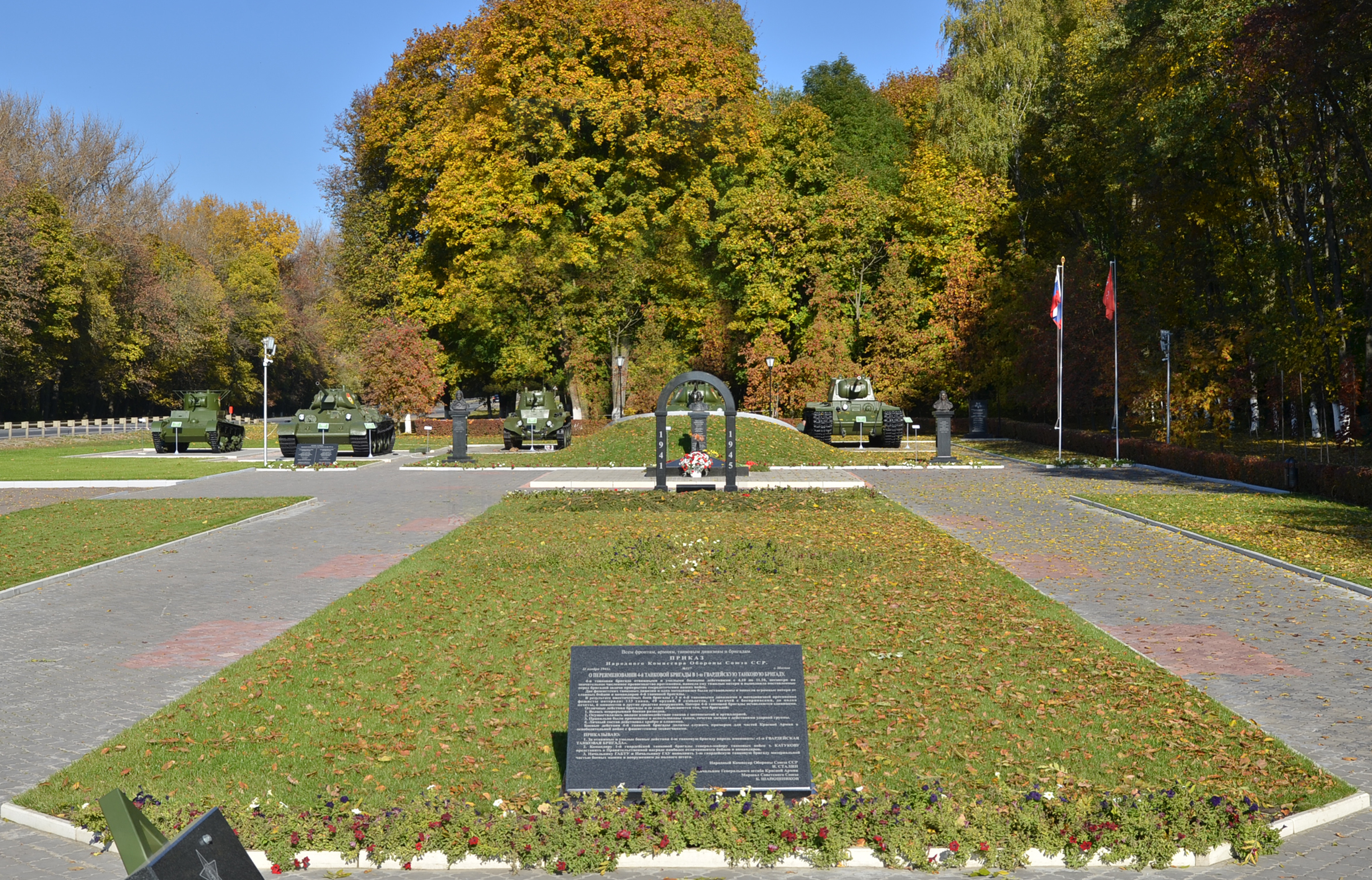
Мемориал общая фотография 2021
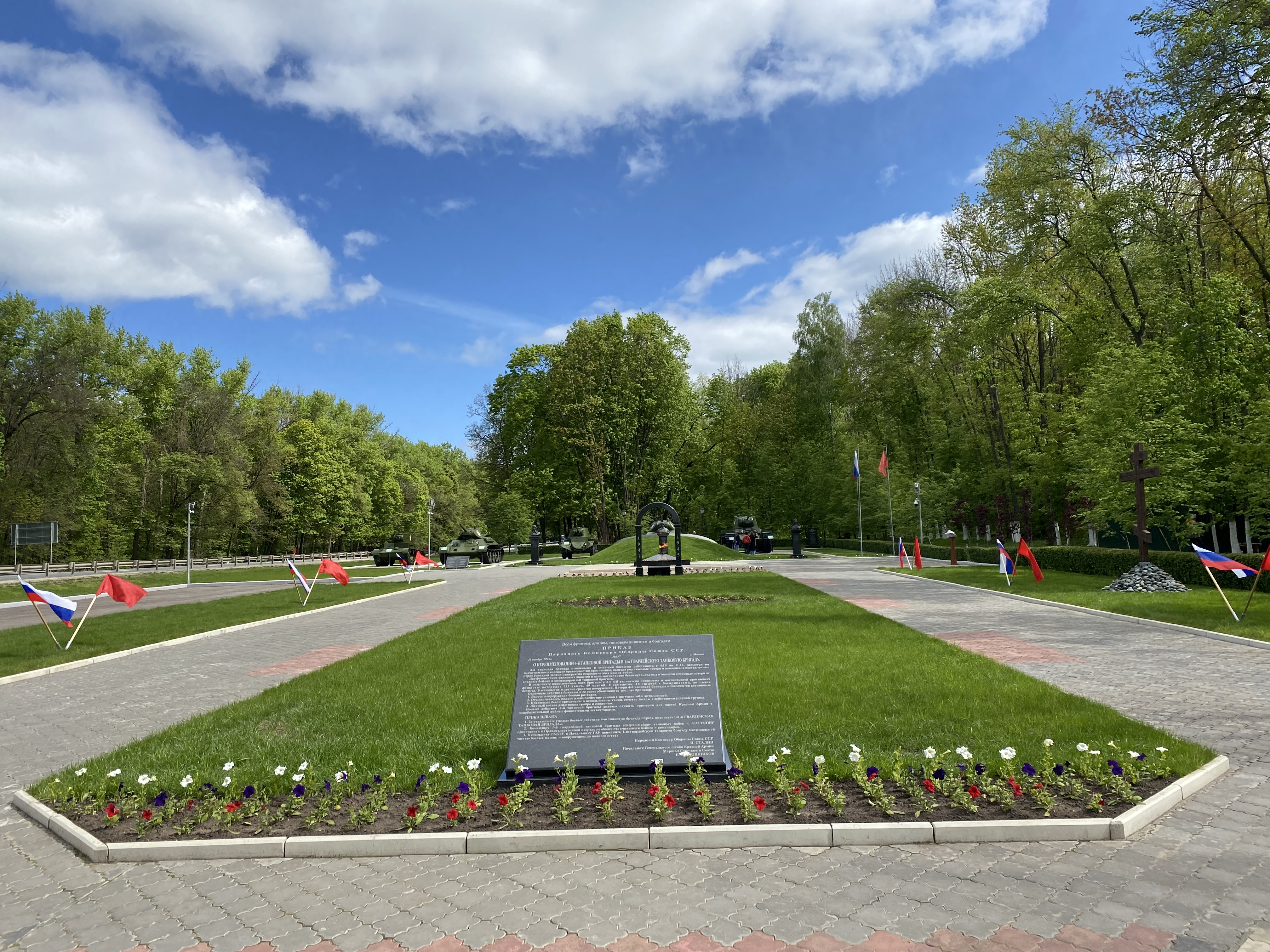
Мемориал май 2023
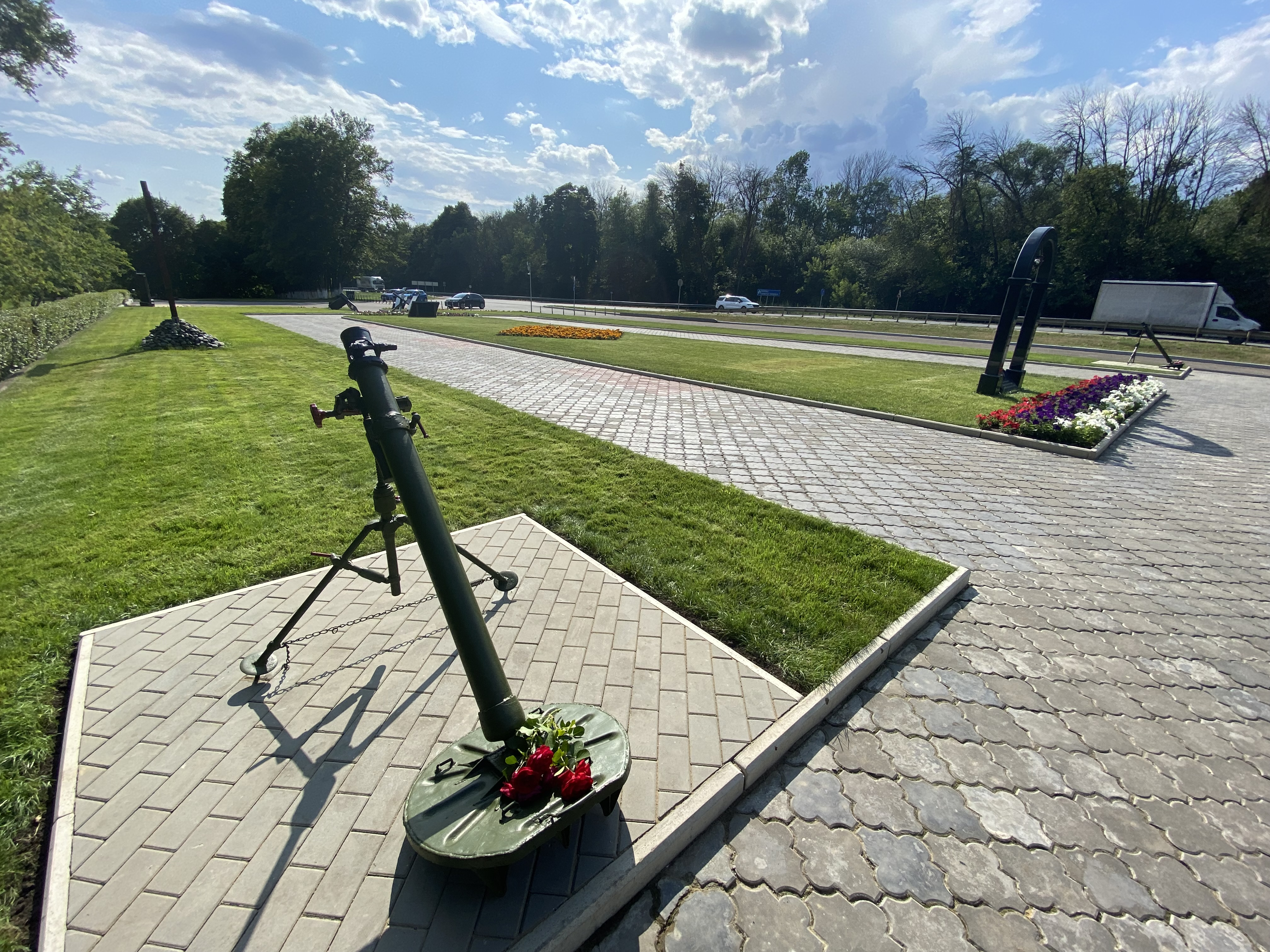
82-мм батальонный миномёт образца 1937 г.
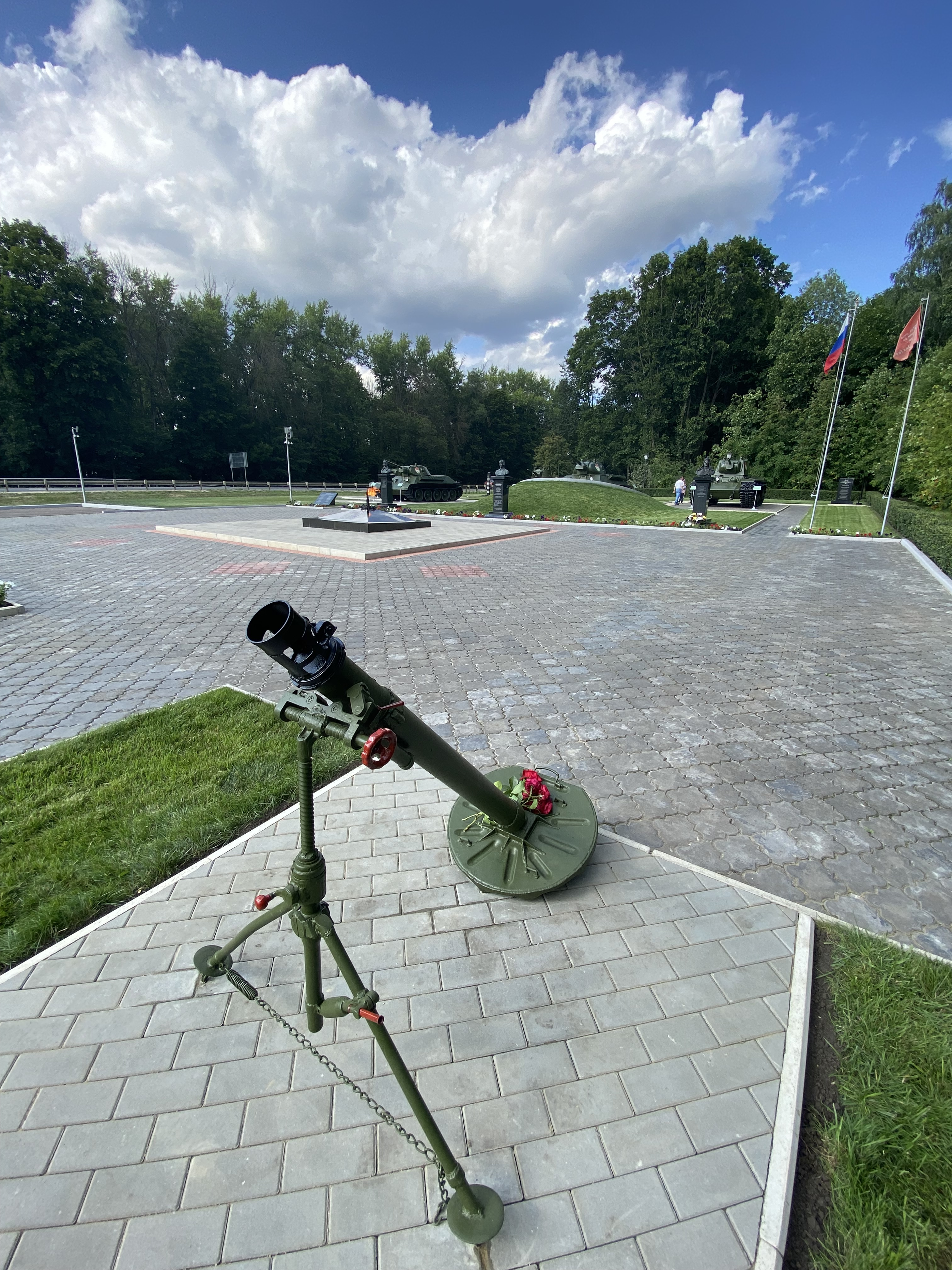
82-мм батальонный миномёт образца 1937 г.
И. Любушкин
А.Рафтопулло
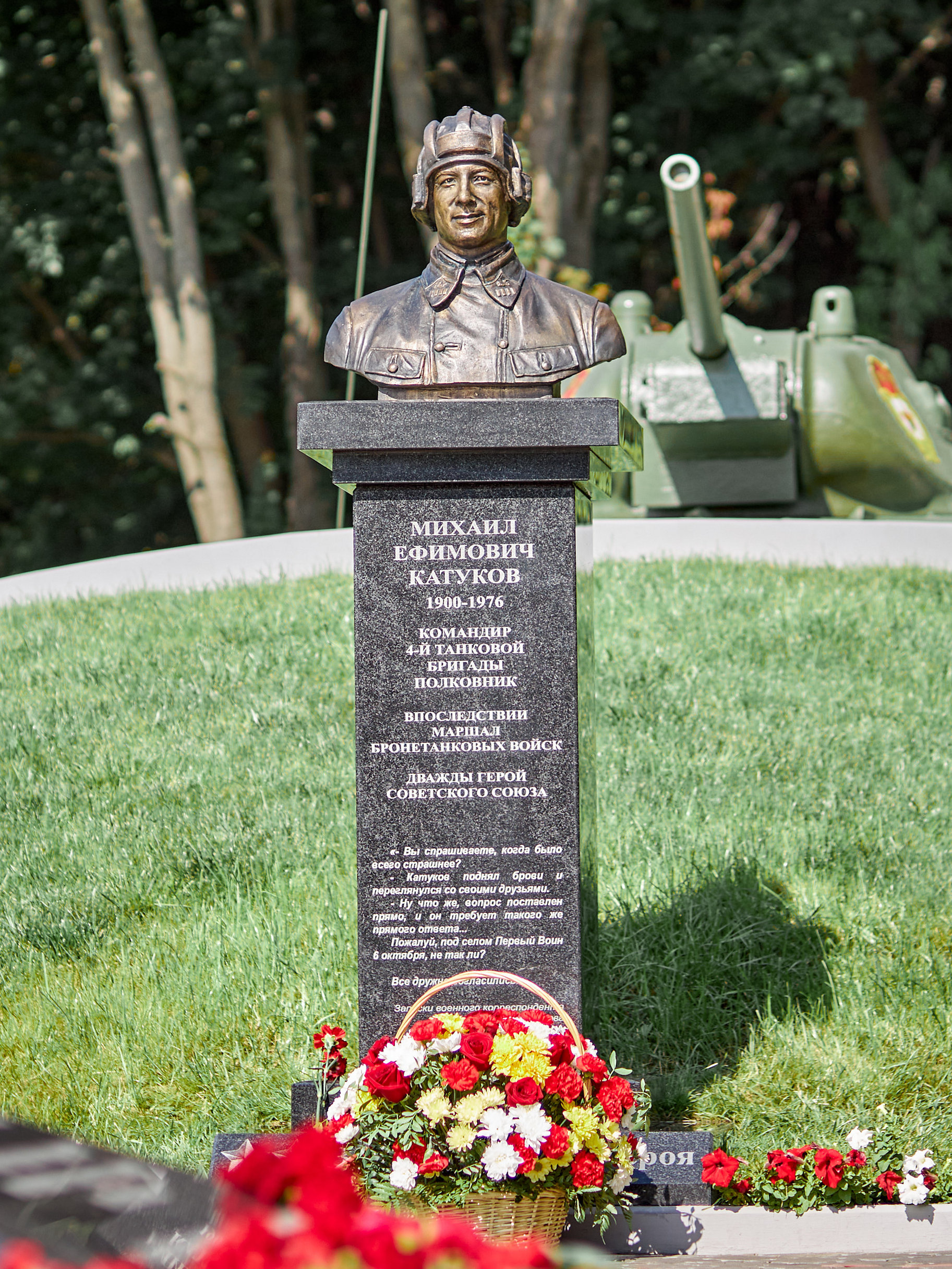
М. Е. Катуков
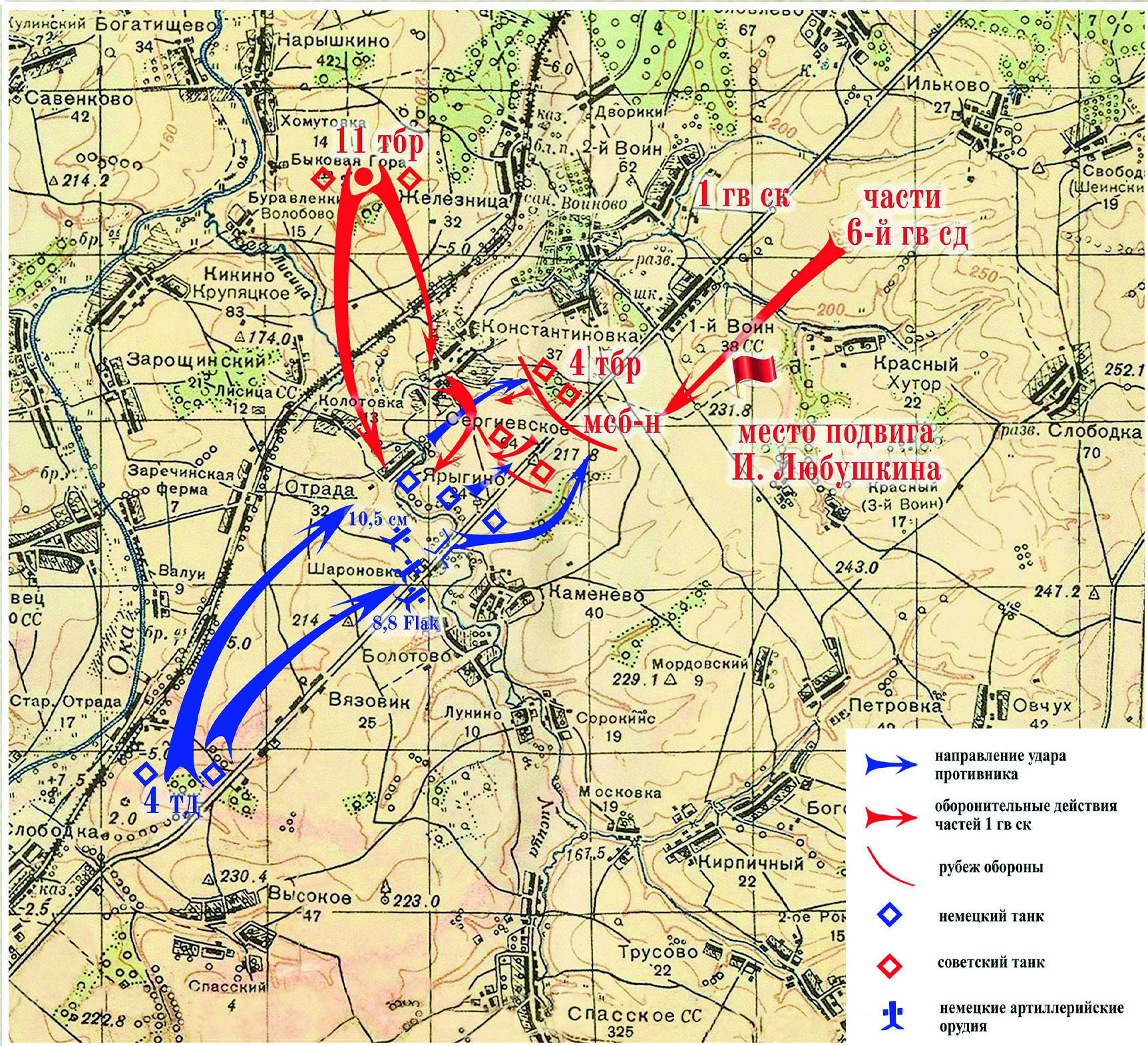
Карта боевых действий
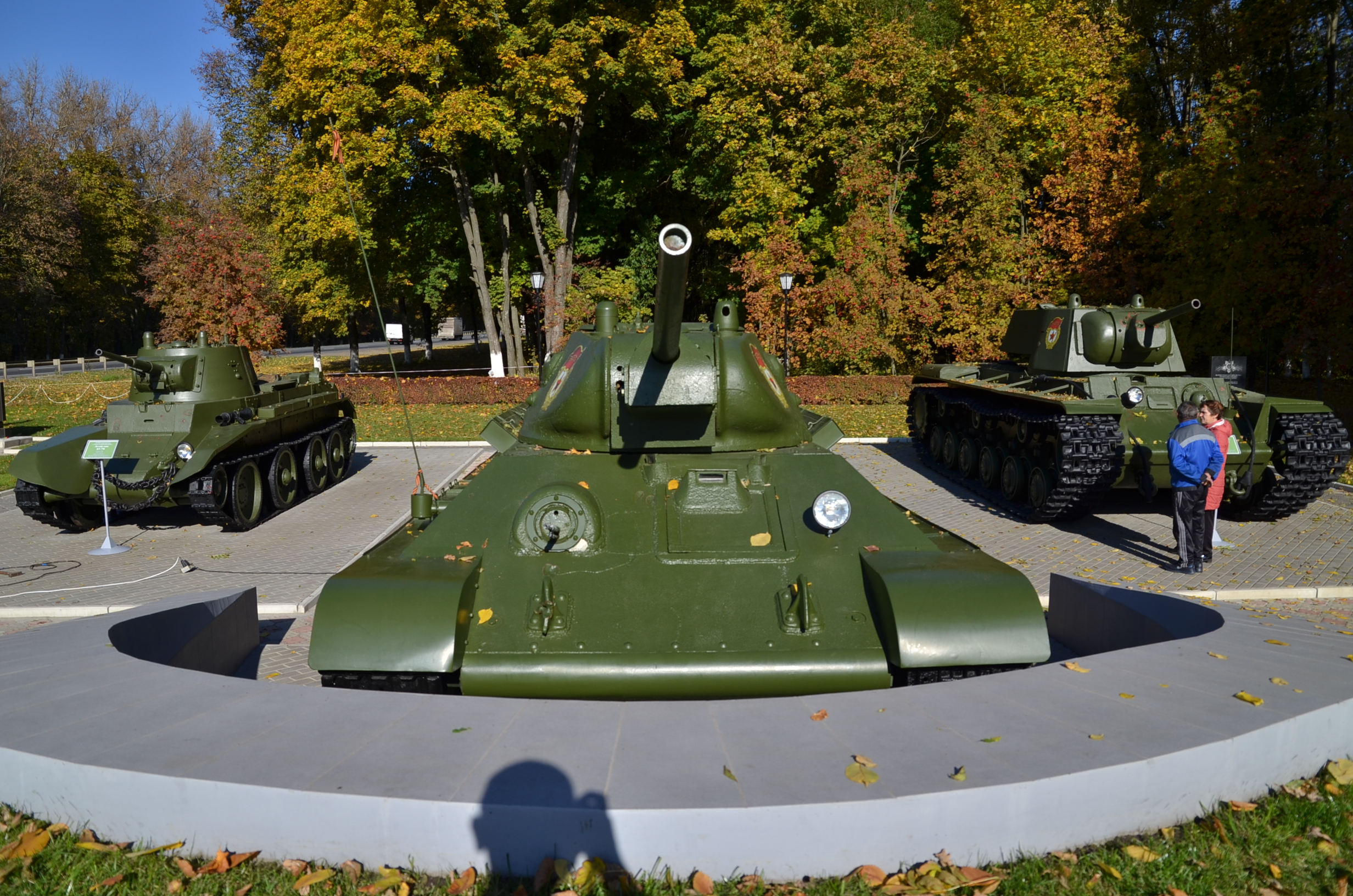
Танк Т-34-76 (СТЗ) в капонире
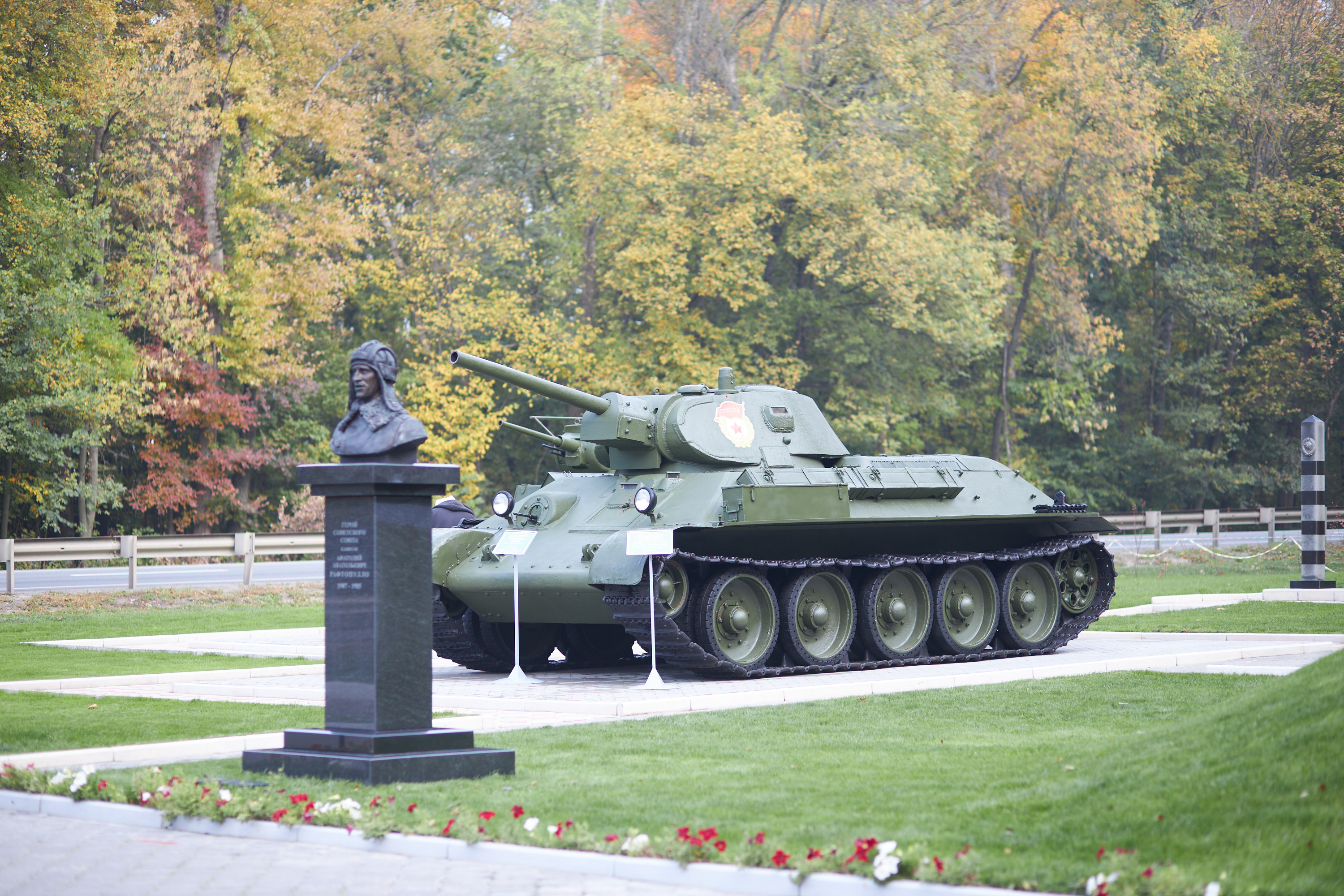
Танк Т-34-76 (ХПЗ)
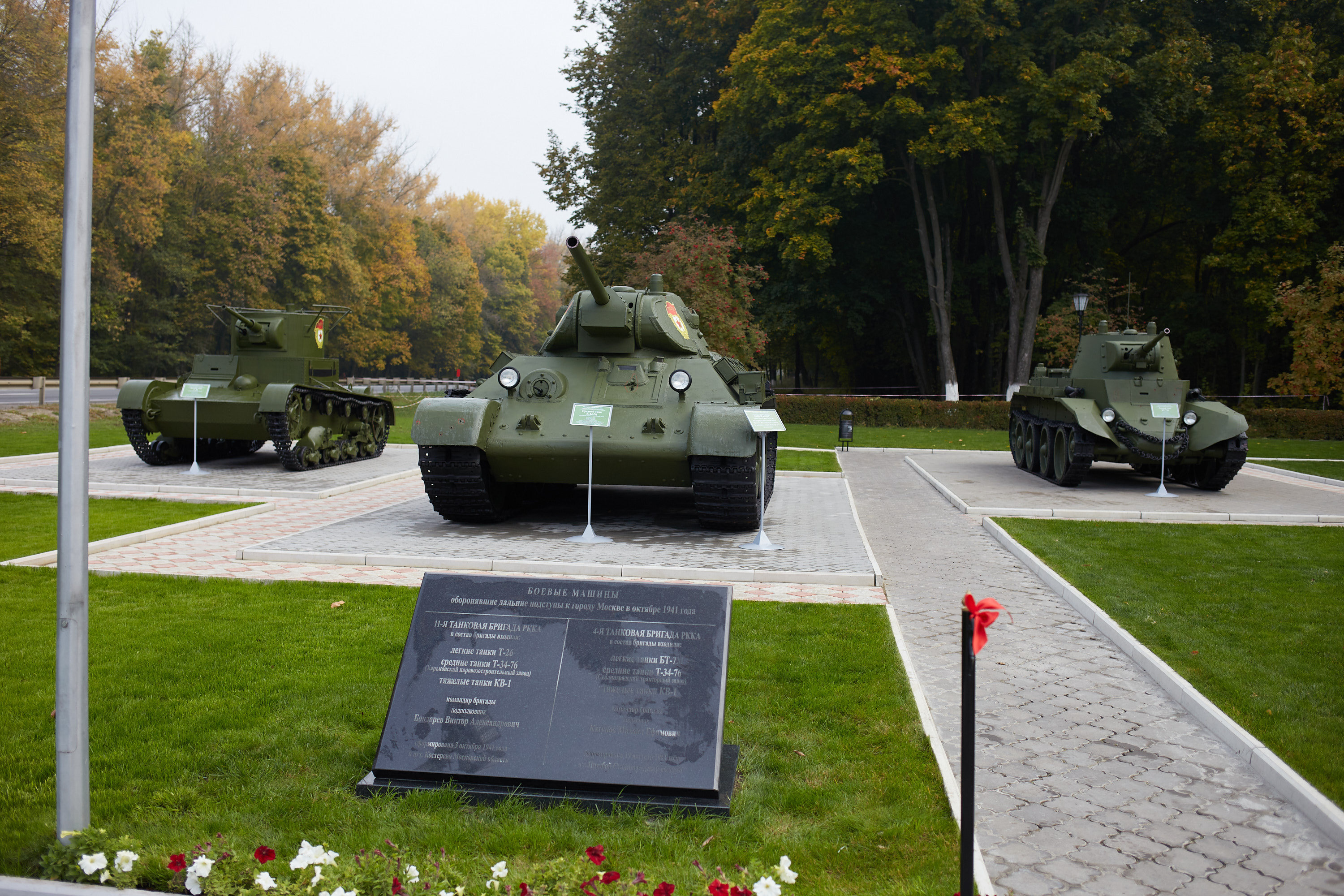
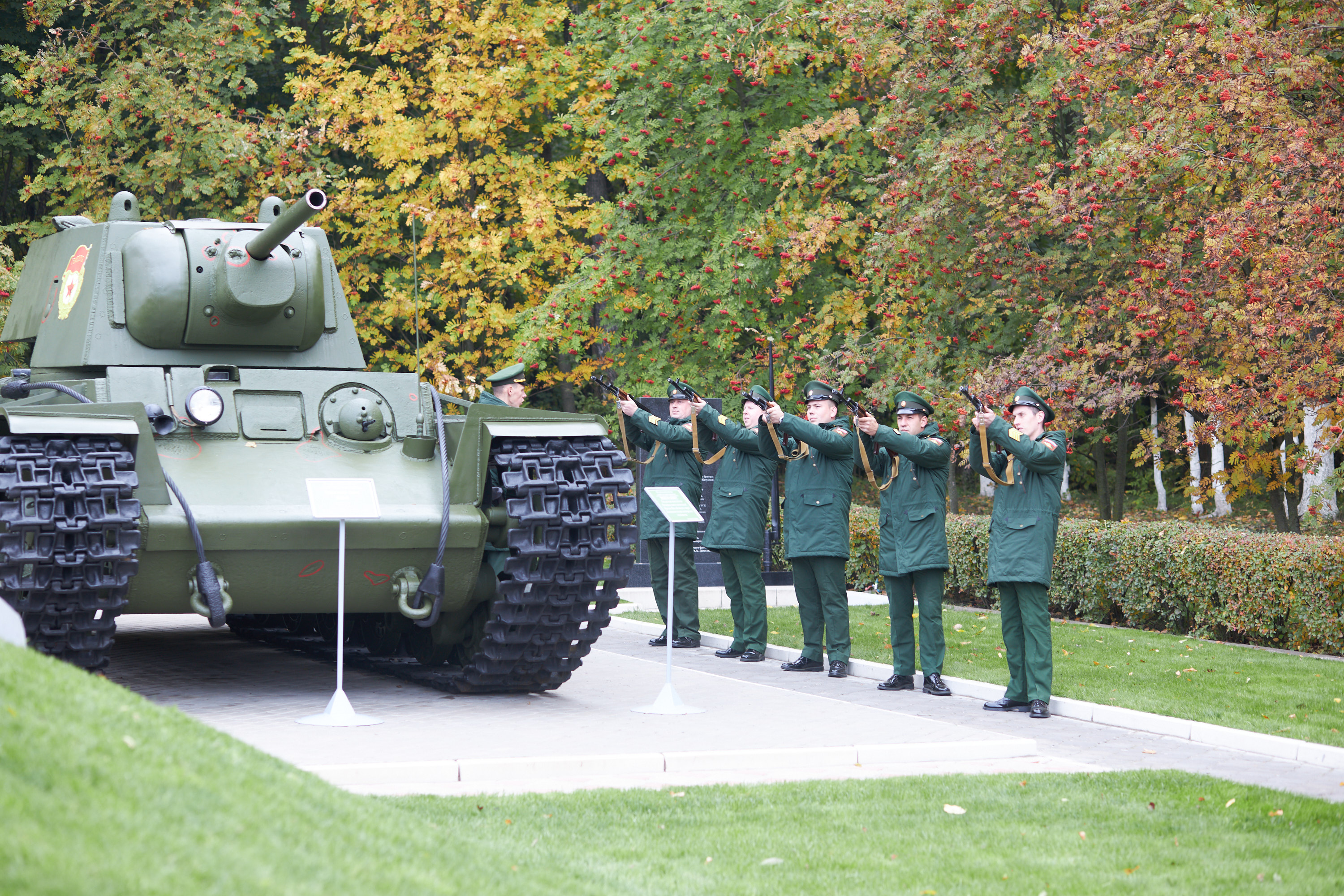
Тяжелый танк КВ-1
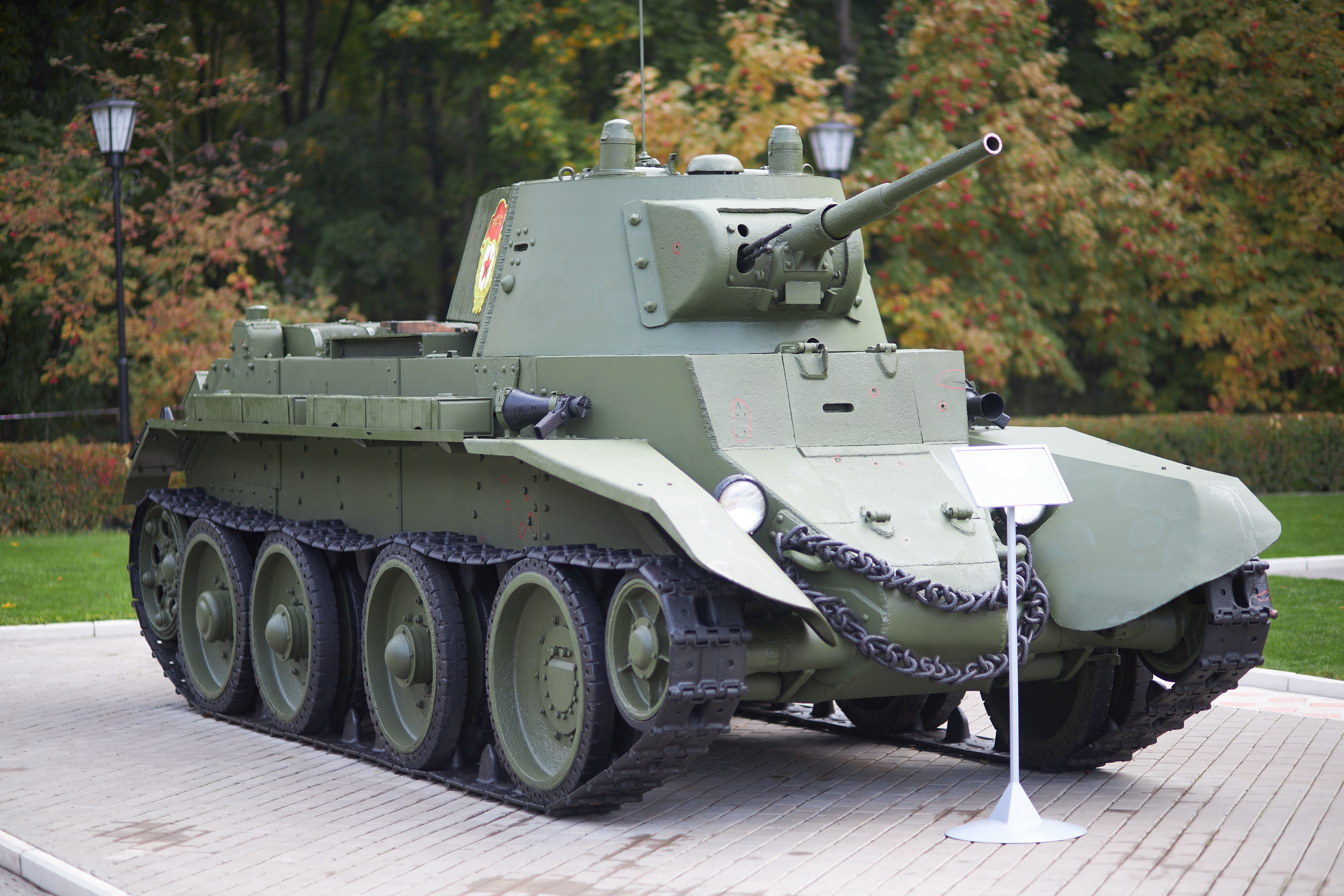
Легкий танк БТ-7М
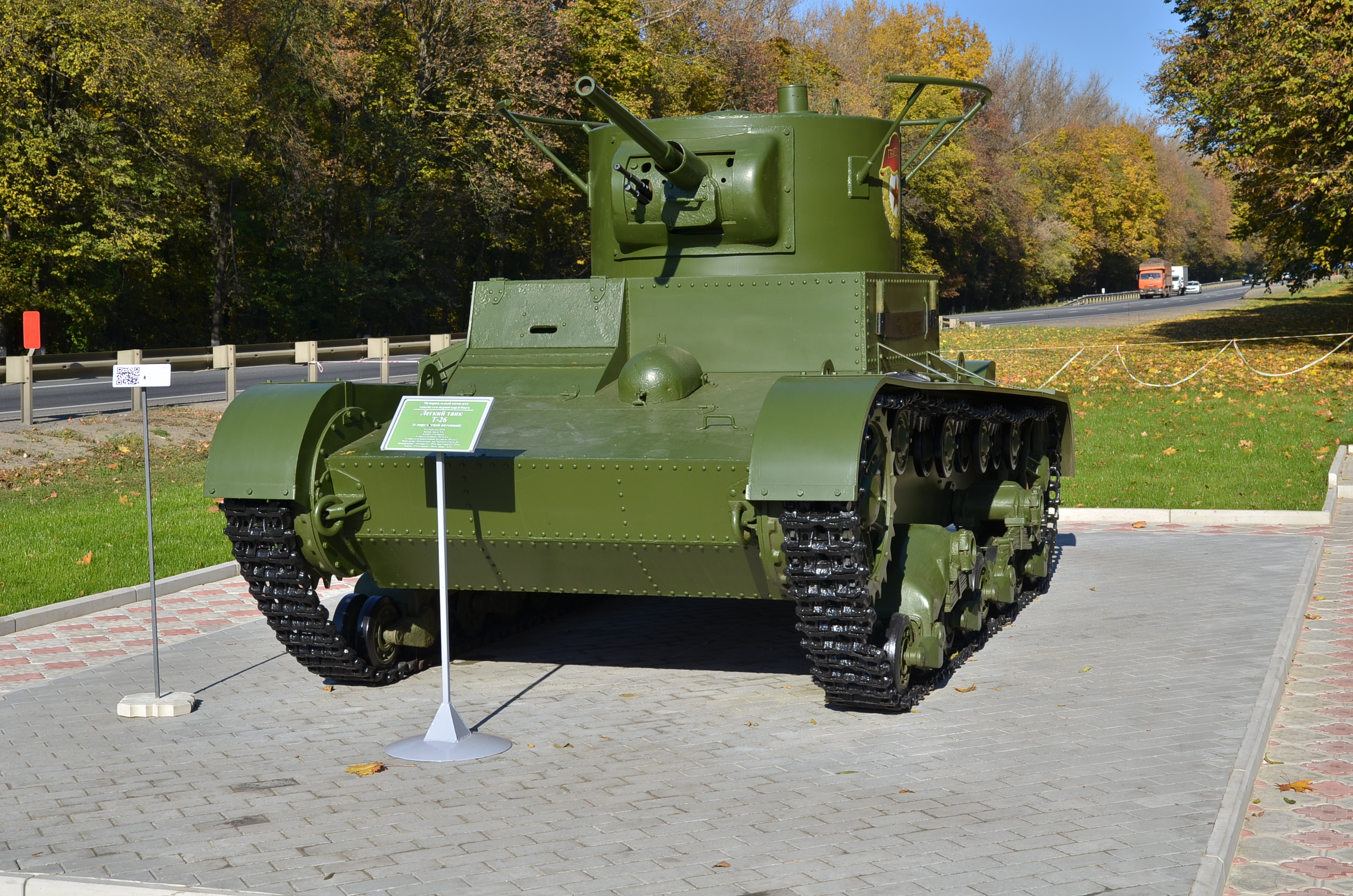
Танк Т26
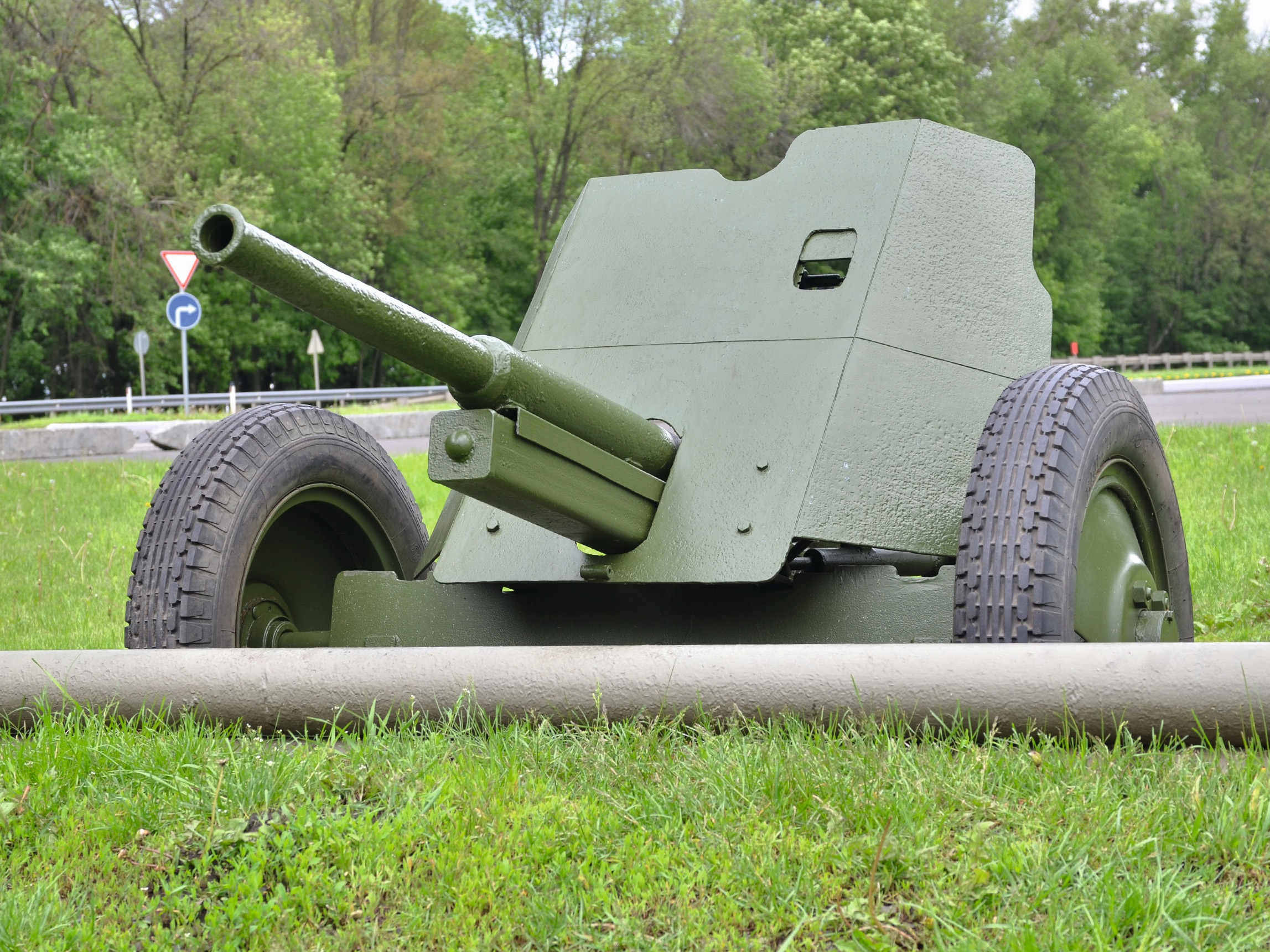
45-мм противотанковая пушка
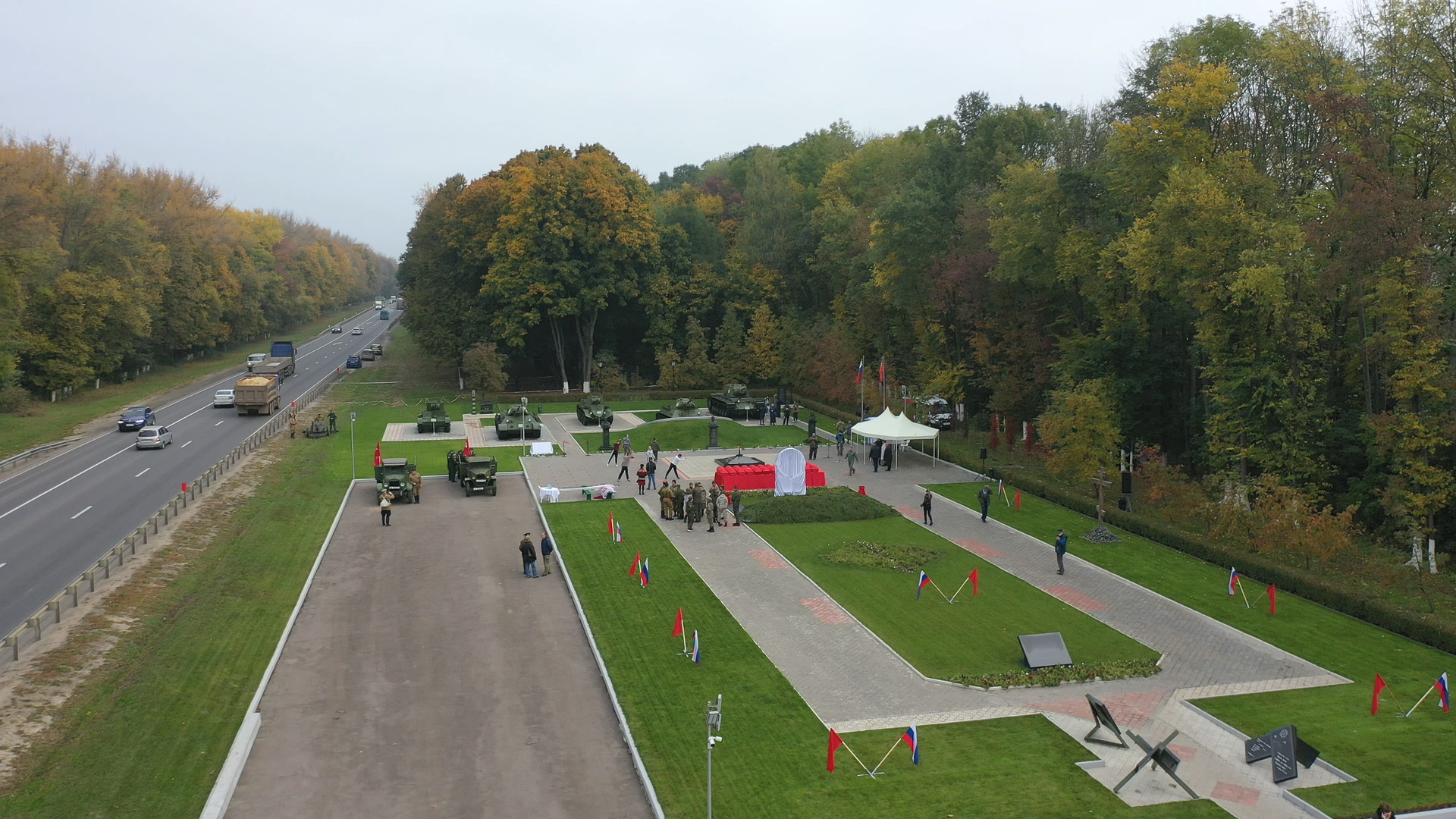
Мемориал — панорамная фотография
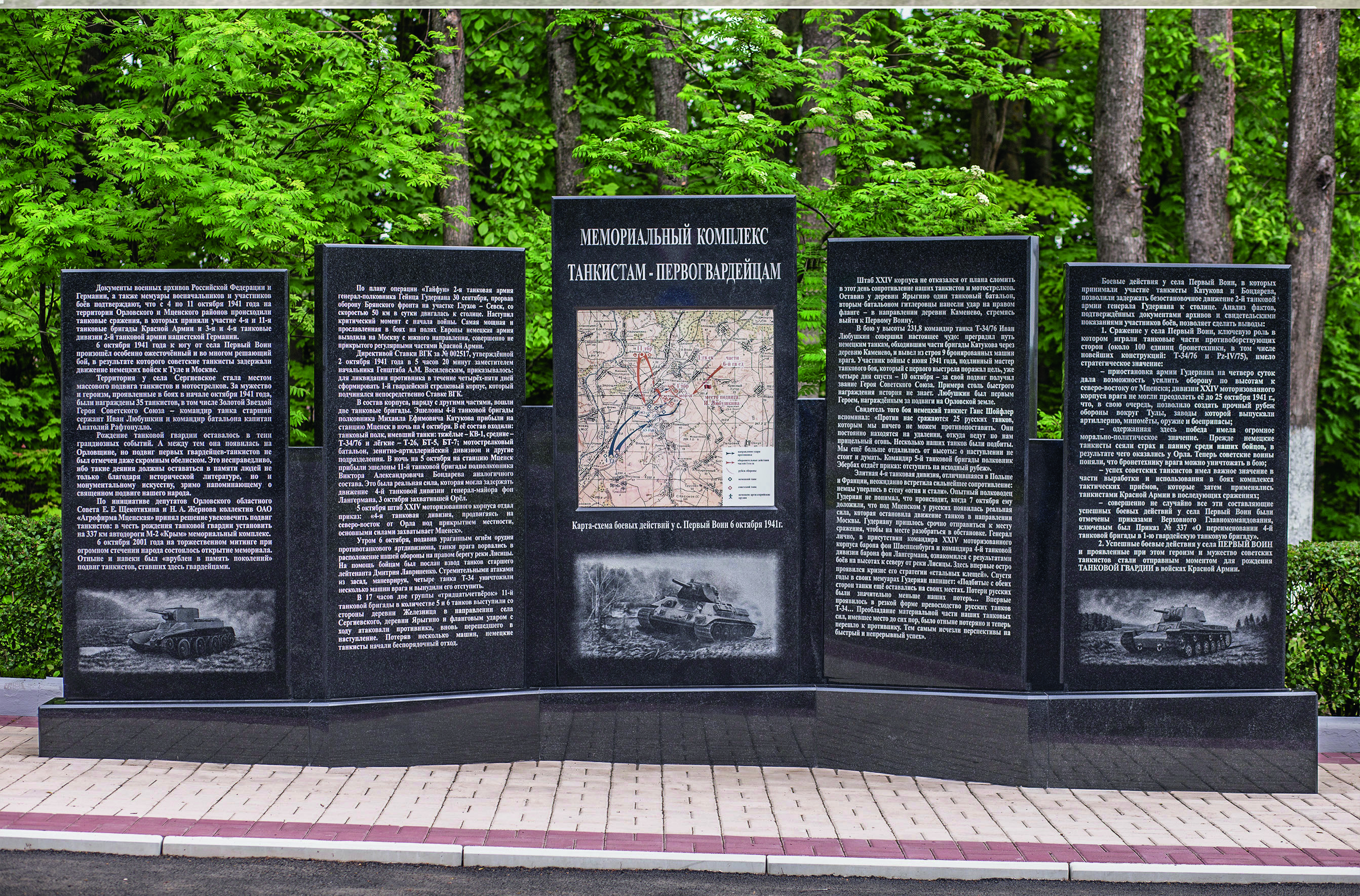
Стена памяти